# BE Circuit 2019
Der BE Circuit 2019 war die 33. Auflage dieser europäischen Turnierserie im Badminton.

## Die Wertungsturniere
| Termin                 | Turnier                          | Austragungsort   | Typ                     |
| ---------------------- | -------------------------------- | ---------------- | ----------------------- |
| 10.–13. Januar 2019    | Estonian International 2019      | Tallinn          | International Series    |
| 17.–20. Januar 2019    | Swedish Open 2019                | Lund             | International Series    |
| 24.–27. Januar 2019    | Iceland International 2019       | Reykjavík        | Future Series           |
| 20.–23. Februar 2019   | Austrian Open 2019               | Wien             | International Challenge |
| 27.-2. März 2019       | Slovak Open 2019                 | Trenčín          | Future Series           |
| 7.–10. März 2019       | Portugal International 2019      | Caldas da Rainha | International Series    |
| 28.–31. März 2019      | Polish Open 2019                 | Częstochowa      | International Challenge |
| 4.–7. April 2019       | Finnish Open 2019                | Vantaa           | International Challenge |
| 11.–14. April 2019     | Dutch International 2019         | Wateringen       | International Series    |
| 18.–21. April 2019     | Croatian International 2019      | Zagreb           | Future Series           |
| 2.–5. Mai 2019         | Greece International 2019        | Thessaloniki     | Future Series           |
| 9.–12. Mai 2019        | Denmark International 2019       | Farum            | International Challenge |
| 15.–18. Mai 2019       | Slovenia International 2019      | Medvode          | International Series    |
| 15.–18. Mai 2019       | German International 2019        | Bonn             | Future Series           |
| 30.-2. Juni 2019       | Latvia International 2019        | Jelgava          | Future Series           |
| 6.–9. Juni 2019        | Azerbaijan International 2019    | Baku             | International Challenge |
| 6.–9. Juni 2019        | Lithuanian International 2019    | Panevėžys        | Future Series           |
| 12.–15. Juni 2019      | Spanish International 2019       | Madrid           | International Challenge |
| 10.–14. Juli 2019      | St. Petersburg White Nights 2019 | Gattschina       | International Challenge |
| 8.–11. August 2019     | Greece Open 2019                 | Sidirokastro     | International Series    |
| 12.–15. August 2019    | Bulgaria Open 2019               | Sofia            | International Series    |
| 29.-1. September 2019  | Belarus International 2019       | Minsk            | International Series    |
| 4.–8. September 2019   | Kharkiv International 2019       | Charkiw          | International Challenge |
| 11.–14. September 2019 | Belgian International 2019       | Löwen            | International Challenge |
| 19.–22. September 2019 | Polish International 2019        | Bieruń           | International Series    |
| 26.–29. September 2019 | Czech Open 2019                  | Brünn            | Future Series           |
| 3.–6. Oktober 2019     | Bulgarian International 2019     | Sofia            | Future Series           |
| 10.–13. Oktober 2019   | Cyprus International 2019        | Nicosia          | Future Series           |
| 24.–26. Oktober 2019   | Israel International 2019        | Chazor Aschdod   | Future Series           |
| 30.-2. November 2019   | Hungarian International 2019     | Budaörs          | International Challenge |
| 7.–10. November 2019   | Norwegian International 2019     | Sandefjord       | International Series    |
| 13.–16. November 2019  | Irish Open 2019                  | Dublin           | International Challenge |
| 21.–24. November 2019  | Scottish Open 2019               | Glasgow          | International Challenge |
| 21.–24. November 2019  | Slovenia Future Series 2019      | Brežice          | Future Series           |
| 27.–30. November 2019  | Welsh International 2019         | Cardiff          | International Series    |
| 12.–15. Dezember 2019  | Italian International 2019       | Mailand          | International Challenge |
| 19.–22. Dezember 2019  | Turkey Open 2019                 | Ankara           | International Series    |